# 町山芹菜
町山 芹菜（まちやま せりな、10月5日
- ）は、日本の女性声優。千葉県出身。AIR AGENCY所属。

## 略歴
日本ナレーション演技研究所、AIR AGENCY声優養成所出身。

## 人物
趣味は掃除、映像鑑賞、菓子作りをそれぞれ挙げている。特技は人の顔を覚えることを挙げている。

## 出演
太字はメインキャラクター。

### テレビアニメ
2017年
- 異世界食堂（少年）

2018年
- 僕のヒーローアカデミア（2018年 - 2024年、ピクシーボブ、為田浩） - 4シリーズ

2019年
- W'z《ウィズ》（女性若者）
- あんさんぶるスターズ!（観客）
- ロード・エルメロイII世の事件簿 -魔眼蒐集列車 Grace note-（魔術師）

2020年
- ちはやふる3（店員）
- イエスタデイをうたって（店員）
- ド級編隊エグゼロス（委員長）
- 池袋ウエストゲートパーク（電話アナウンス）
- ゴールデンカムイ（釧路の女性たち）

2022年
- ヒーラー・ガール（観客達）
- 4人はそれぞれウソをつく（翼の理想の女性）

2023年
- クールドジ男子（女性）
- カードファイト!! ヴァンガード will+Dress（2023年 - 2024年、教官、店長） - 2シリーズ
- クレヨンしんちゃん（子供C）
- 贄姫と獣の王（メイド）
- ホリミヤ -piece-（女性キャスター）
- 絆のアリル（生徒1）
- 帰還者の魔法は特別です（生徒）
- オーバーテイク!（女性店員）

2024年
- 黒執事 -寄宿学校編-（ブルーアー家姉妹）
- 2.5次元の誘惑（コスプレイヤー 鈴木）
- 異世界失格（街の娘）
- Re:ゼロから始める異世界生活 3rd season（群衆）
- アオのハコ（山口）
- 魔王2099（女子生徒A）

2025年
- SAKAMOTO DAYS（アナウンサー、客）
- 異修羅（レシプト、村人）
- ハニーレモンソーダ（女子生徒）
- フードコートで、また明日。（山本の同級生、女性客）
- 帝乃三姉妹は案外、チョロい。（家政婦）

### 劇場アニメ
- 劇場版 はいからさんが通る 前編 〜紅緒、花の17歳〜（2017年）
- 銀魂 THE FINAL（2021年）
- ARIA The BENEDIZIONE（2021年、ウンディーネ）

### ゲーム
2010年代
- セヴンデイズ あなたとすごす七日間（2017年、御巫文子、カフェ店員、爆乳な彼女）
- 巨影都市（2017年）
- 逆転オセロニア（2018年、デルピュネー）
- 蒼天のスカイガレオン（2019年、テーミス）
- 葛唄-カズラウタ-（2019年、真下誌折）

2020年
- クリミナルガールズX（ホタル）

2021年
- ジャックジャンヌ
- 幻獣契約クリプトラクト（タチアナ）

2022年
- タクティクスオウガ リボーン（ナディア）

2023年
- モンスターストライク（竜宮ノツカ）
- グランブルーファンタジー（嗟嘆）

2024年
- グランブルーファンタジー リリンク
- ファイナルファンタジーVII リバース
- ライドカメンズ

### デジタルコミック
- フェンリル母さんとあったかご飯＠COMIC（2020年、ミケーリエル[22]）
- 年上エリート女騎士が僕の前でだけ可愛い（2021年 - 2022年、マドレーヌ[23][24]、2022年、ケロベロス[24]）
- カラフル!（2021年、ユミプロデューサー[25]）
- 冷血悪女による無垢な王子の利用法（2022年、シーラ・ヴァルレイ[26]）
- お前妹じゃなくて許嫁だったのかよ!?（2023年、佳奈の母、隆（幼少）[27]）
- 婚約破棄を持ちかけられて十数年、そこまで言うなら破棄しましょう!（2023年、ディアナ・ベイリー[28]）

### シリーズ一覧
1. ↑  第3期（2018年）、第4期（2020年）、第6期（2022年）、第7期（2024年）
2. ↑  Season2（2023年）、続編『Divinez』Season1（2024年）